# Марко Берлингьери

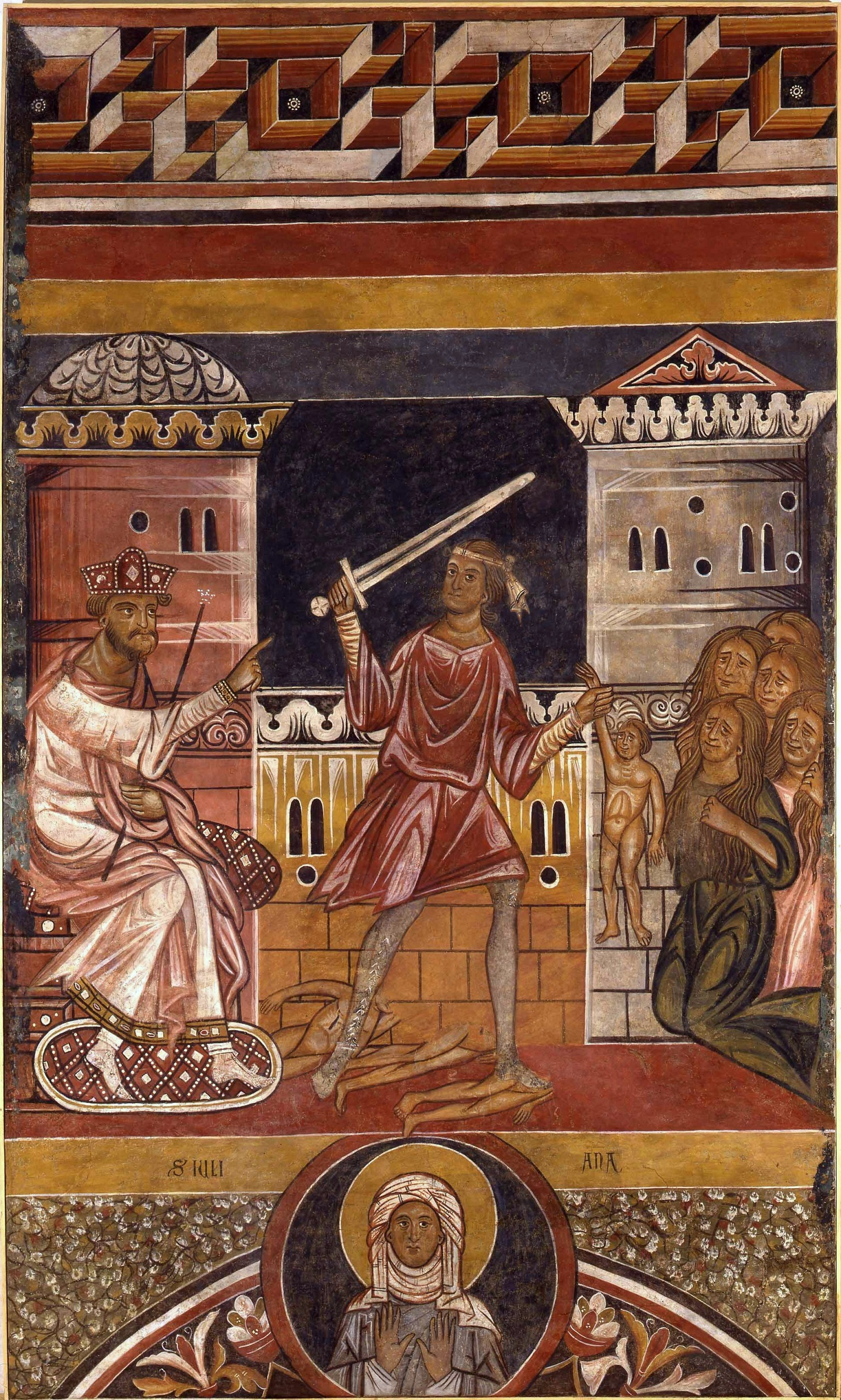
Избиение младенцев. Фреска. ок. 1260. Музей базилики Санто Стефано, Болонья

Марко Берлингьери (итал. Marco Berlinghieri; известен по документам с 1232 по 1259 год) — итальянский живописец.

## Биография и произведения
Марко считают младшим сыном в семействе художника Берлингьеро, поскольку в архивном документе от 1228 года упоминаются только его отец и два брата — Бароне и Бонвентура (вероятно, Марко к этому моменту ещё не достиг совершеннолетия). Однако далее имя Марко появляется в различных юридических бумагах в 1232, 1236 и 1239 годах каждый раз с фамилией Берлингьери, а в документе от 1249 года он обозначен как «depittore» (то есть художник).
Из архивных сведений следует, что его мастерская находилась в Лукке неподалёку от собора Сан Мартино.
В двух документах, относящихся к 18 и 19 марта 1250, его старший брат Бонавентура выступает гарантом при оплате работ Марко, связанных с иллюминированием «bibliam ecclesiasticam» (церковной Библии). Исследователи считают, что фигурирующая в документе Библия — это Кодекс № 1, который ныне хранится в Библиотеке Капитоларе города Лукка. Она была переписана в 1246 под редакцией Аламанно, ректора госпиталя Сан Мартино в Лукке, и Якопо ди Пьетро да Болонья (оба были ответственны за текст, в то время как инициалы были разрисованы Марко приблизительно между 1248 и 1250 годами).
Художник работал и за пределами Лукки. К нему относятся несколько документов из Болоньи, где между 1248 и 1259 годами «Marchus pictor» фигурирует в списке Societa dei Toschi (список жителей Тосканы), а от 1255 года сохранился акт о выплате денег «Marco pittore de Lucca» (художнику из Лукки Марко) за фреску, выполненную в доме местного подеста — главы городской администрации (фреска не сохранилась). Эти факты отражают политико-экономические связи, существовавшие между Луккой и Болоньей в то время.
Библия из лукканской библиотеки (Кодекс № 1) послужила отправной точкой для атрибуции Марко других произведений. Ему приписывают авторство в иллюстрировании Библии, которая раньше хранилась в монастыре Комальдоли (ныне — в Британской библиотеке, Лондон). Она датируется 1240 годом, имеет отметку о выплате денег за выполненную работу некому «Marco pictor» (художнику Марко), а растительные мотивы в её украшении близки тем, что можно видеть на расписном кресте из Вилла Базилика, который также приписывается этому живописцу.
Марко Берлингьери приписывается фрагмент фрески с изображением «Избиения младенцев» (ок. 1260, 205×350см). Ранее она украшала церковь Сан Сеполькро в Болонье, но была снята со стены, и сегодня хранится в болонском музее базилики Санто Стефано. Стилистика этой фрески близка росписям храмов в долине реки По (в частности, фрескам баптистерия в Парме) и сербской монументальной живописи того времени.
В работах Марко исследователи отмечают разные стилистические тенденции: будучи определённо последователем своего отца, в некоторых иллюминациях он скорее сближается с произведениями брата Бонавентуры, а во фреске «Избиение младенцев» делает акцент на драматизме и патетике изображённого события. Кроме этой фрески и иллюминаций из двух библий, художнику атрибутирован расписной крест из церкви Санта Мария Ассунта в Вилла Базилика (1245—1255, 265×212см). Крест сохранился в обрезанном виде — у него отсутствует табеллоне (поле под перекладиной креста), на котором обычно изображались шесть эпизодов из жития Иисуса. Христос на нём изображён в позе Christus triumphant, то есть Христа, торжествующего над смертью. Крест раньше считался работой отца художника — Берлингьеро ди Миланезе, и был позднее приписан Марко в связи с тем, что лик Христа на нём по своему виду и исполнению очень похож на лицо царя Ирода во фреске «Избиение младенцев» из Болоньи. Это произведение считают последней работой Марко в Лукке перед тем, как он перебрался в Болонью.
Мастерская Берлингьери была крупнейшим художественным предприятием середины XIII века, и среди её членов Марко являлся наиболее разносторонним художником, работавшим в миниатюрной технике по пергаменту, создавая станковые произведения и расписывая фресками стены. Искусство Марко Берлингьери носило более традиционный, нежели новаторский характер. Он был современником Джунта Пизано, но, подобно своим братьям, избежал влияния его искусства, оставшись в русле живописной манеры мастерской, основанной его отцом.

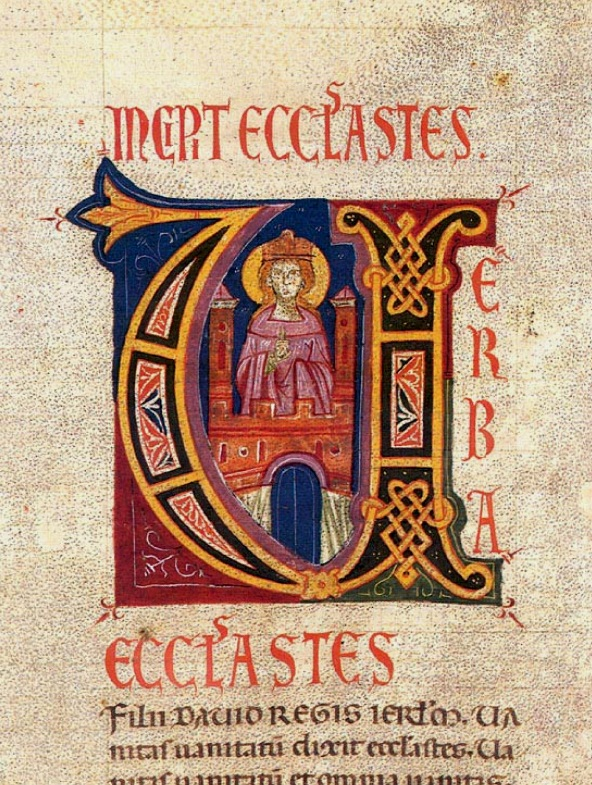
Страница из Библии (Кодекс №1)1248-50. Библиотека Капитоларе, Лукка.
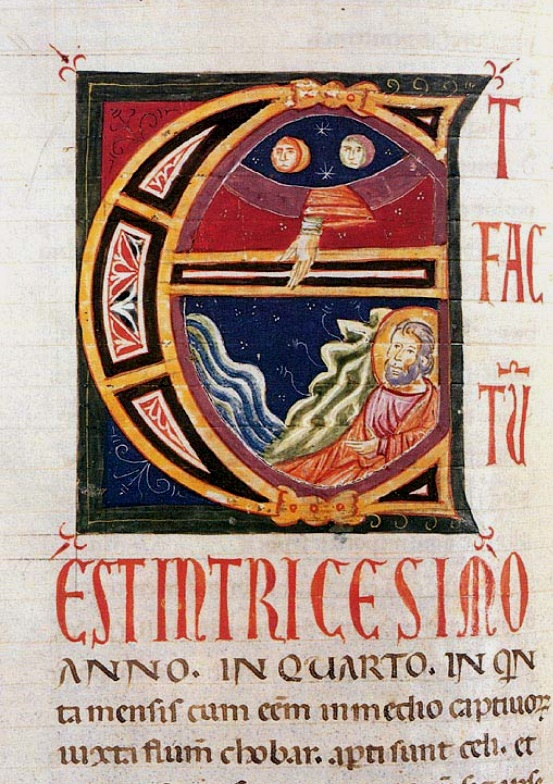
Страница из Библии (Кодекс №1)1248-50. Библиотека Капитоларе, Лукка.
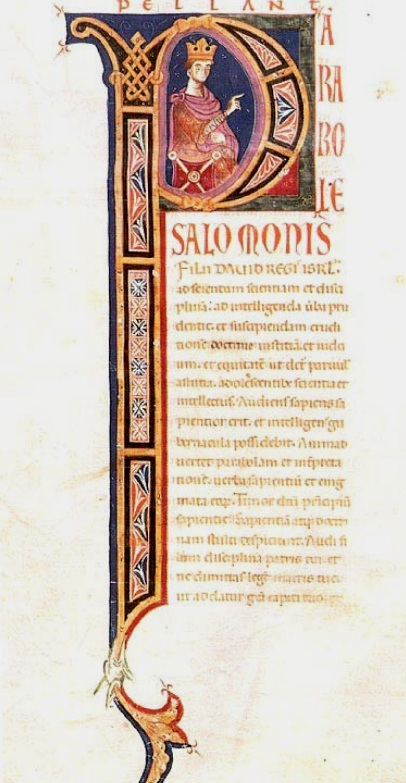
Страница из Библии (Кодекс №1)1248-50. Библиотека Капитоларе, Лукка.
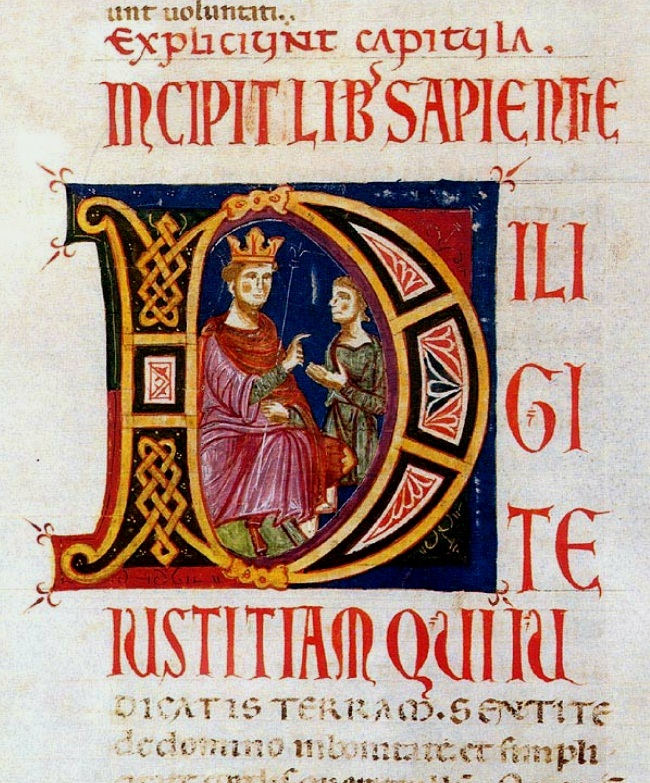
Страница из Библии (Кодекс №1)1248-50. Библиотека Капитоларе, Лукка.
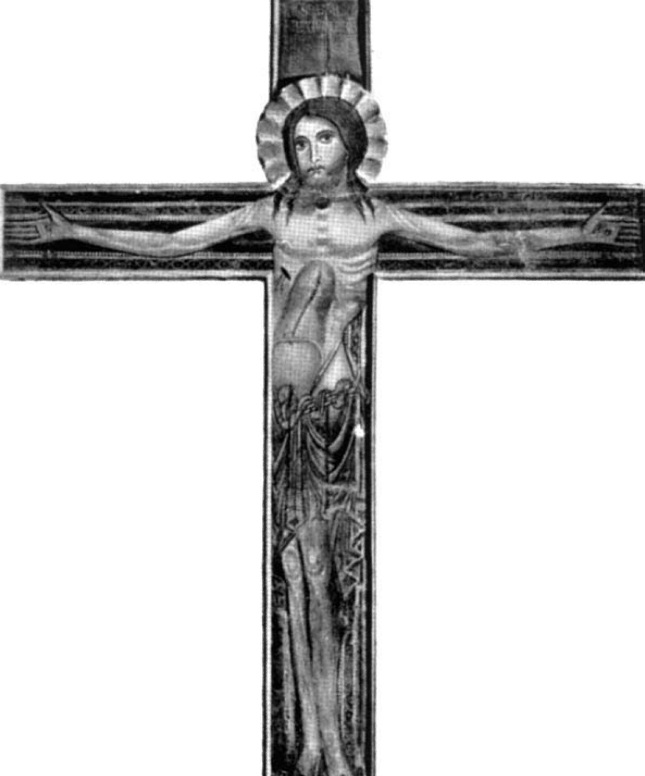
Расписной крест. 1245-55. Ц. Санта Мария Ассунта, Вилла Базилика.